# Кишма
Ки́шма (Ворсма) — река в Нижегородской области, правый приток Оки.
Длина реки — 71 км, площадь водосборного бассейна — 795 км². Высота истока — более 140 м над уровнем моря. Высота устья — 68 м над уровнем моря.
Протекает по территории Вачского, Сосновского и Павловского районов.
Исток находится в урочище Колпенка на границе Вачского и Сосновского районов возле колокольни недействующей церкви в 3 км юго-западнее деревни Бабкино. От истока на север до деревни Матюшево, затем на север до Комарова и Гомзова, последние 10 км течёт на запад. Впадает в Оку около деревни Окулово.
Река сильно меандрирует, протекает по безлесной провальной (закарстованной) местности. От деревни Богданово до Давыдкова течение непостоянное. В черте города Ворсмы протекает через Ворсменское озеро, расположенное в крупной карстовой котловине.

## История формирования русла
Согласно исследованиям профессора В. П. Амалицкого, участника Нижегородской геолого-почвенной экспедиции В. В. Докучаева, река Кишма первоначально впадала в озеро Тосканка (Ворсменское), на этом заканчивая свой водоток. Современное нижнее течение Кишмы после деревни Гомзово было частью реки Палео-Кудьмы, впадавшей в то время не в Волгу, а в Оку в районе нынешнего села Окулово.
Впоследствии в результате речных перехватов, произошедших из-за неотектонических движений земной коры и развития эрозии на водоразделах, рисунок речной сети района изменился следующим образом:
- широкий, но плоский водораздел между Ворсменским озером и Палео-Кудьмой был размыт, и воды Кишмы устремились на север, слившись с низовьями Палео-Кудьмы;

- положительные вертикальные тектонические движения на Убежицком антиклинальном поднятии и эрозия на водоразделе с Волгой повернули течение палео-Кудьмы на восток, оставив на прежнем месте Богородскую «мёртвую долину», сохранившуюся до нашего времени.

Примечателен тот факт, что местные жители до начала XX века считали части Кишмы по обе стороны от Ворсменского озера двумя разными реками: река выше озера называлась Кишмой, а ниже — Ворсмой (в переводе с мордовского — «лесная река»).

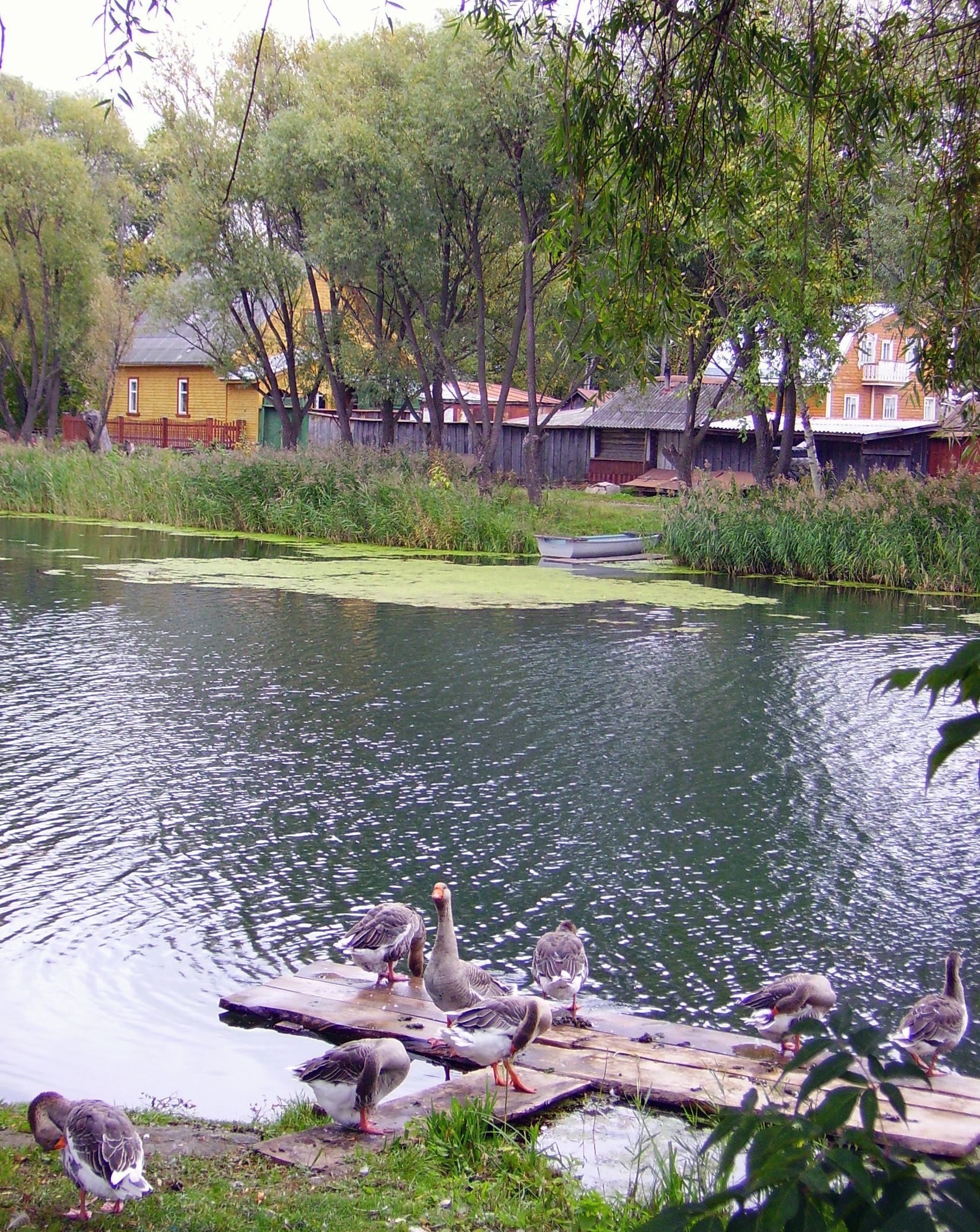
Река Кишма в Ворсме

## Притоки
- Лубянка
- Иверка
- Гремячий
- Станко
- Угрюмка
- Валгма (лв)
- Суринь
- Чёрная

## Населённые пункты
На берегах реки расположены населённые пункты:
- деревня Богданово
- село Елизарово
- село Большое Мартово
- село Давыдково
- город Ворсма
- деревня Комарово
- деревня Кишкино
- деревня Гомзово
- деревня Рыбино
- деревня Ворвань

## Мосты
Через реку Кишму перекинуты автомобильные мосты около Елизарова, Боловина, Давыдкова, Рыбина, Ворсмы и Гомзова. Имеется железнодорожный мост (около деревни Гомзово близ станции Ворсма).
Плотина близ города Ворсма.
В черте города Ворсма есть 4 пешеходных моста.

## Данные водного реестра
По данным государственного водного реестра России относится к Окскому бассейновому округу, водохозяйственный участок реки — Ока от города Муром до города Горбатов, без рек Клязьма и Тёша, речной подбассейн реки — бассейны притоков Оки от Мокши до впадения в Волгу. Речной бассейн реки — Ока.
Код объекта в государственном водном реестре — 09010301212110000031124.